# Василиј Верешчагин
Василиј Васиљевич Верешчагин (рус. Васи́лий Васи́льевич Вереща́гин; Черповец, 26. октобар 1842 – Порт Артур, 13. април 1904) био руски сликар. Он је један од првих руских уметника који је био широко признат у иностранству. Врста реалистичких сцена на његовим сликама довела је до тога да многа дела никада нису штампана или изложена.

## Године шегртовања
Верешчагин је рођен у Череповцу, Новгородска губернија, Русија, 1842. године као средњи од три брата. Отац му је био земљопоседник племићког порекла, док је мајка била татарских корена. Када је имао осам година, послат је у Царско село да уђе у Александровски кадетски корпус. Три године касније, ступио је у Морски кадетски корпус у Санкт Петербургу, на свом првом путовању 1858. Служио је на фрегати Камчатка, која је пловила у Данску, Француску и Египат.
Верешчагин је дипломирао као у класи у поморској школи, али је одмах напустио службу да би озбиљно почео да проучава цртање. Две године касније, 1863. године, освојио је медаљу Академије у Санкт Петербургу за дело Уликс који убија просце. Године 1864. отишао је у Париз, где је студирао код Жан-Леона Жерома, иако се није слагао са методама свог мајстора.

## Путовања по Централној Азији
У Париском салону 1866. Верешчагин је изложио цртеж Духобора који певају своје псалме. Следеће године је позван да прати експедицију генерала Константина Кауфмана у Туркестан. Додељен му је чин заставника. Његово јунаштво при опсади Самарканда  2. до 8. јуна 1868. резултирало је одликовањем Георгијевског крста (4. класе). Био је неуморни путник, вратио се у Санкт Петербург крајем 1868, у Париз 1869, касније у Санкт Петербургу, а затим се вратио у Туркестан преко Сибира крајем 1869.
Године 1871. Верешчагин је основао атеље у Минхену. Приредио је самосталну изложбу својих радова (касније названих његова „ Туркестанска серија“) у Кристалној палати у Лондону 1873. Приредио је још једну изложбу својих радова у Санкт Петербургу 1874. године, где су две његове слике, Апотеоза рата, посвећене „свим освајачима, прошлим, садашњим и будућим,“ и Остављени, слика умирућег војника напуштеног од стране својих другова, су били ускраћени за приказивање на основу тога што су руску војску приказали у лошем светлу.

Крајем 1874. Верешчагин је отишао на опсежну турнеју по Хималајима, Индији и Тибету, проводећи више од две године на путовању. У Париз се вратио крајем 1876.
- Дервиши у празничној одежди (1869-1870)
- Апотеоза рата (1871)
- Продаја детета-роба (1872)
- Мула Рахим и Мула Керим на путу до чаршије се свађају (1873)
- Они су тријумфовали (1872)
- Уручење трофеја (1872)
- Факир (1874–1876). Слика индијског факира.

## Руско-турски рат
Са почетком руско-турског рата (1877–1878), Верешчагин је напустио Париз и вратио се у активну службу у царској руској армији. Био је присутан на прелазу преко Шипке и опсади Плевне, где му је убијен брат. Опасно је рањен током припрема за прелазак Дунава код Русчука. По завршетку рата, био је секретар генерала Скобељева у Сан Стефану.

## Светска слава
После рата, Верешчагин се настанио у Минхену, где је тако брзо производио своје ратне слике да су га слободно оптуживали да запошљава помоћнике. Сензационалне теме његових слика и њихов дидактички циљ, наиме, промоција мира приказом ратних ужаса, привукли су велики део јавности која се иначе не занима за уметност на серију изложби његових слика у Паризу године. 1881. а потом у Лондону, Берлину, Дрездену, Бечу и другим градовима.
Верешчагин је насликао неколико сцена империјалне владавине у Британској Индији. За његов епски приказ Државне процесије принца од Велса у Џајпуру 1876. се каже да је трећа највећа слика на свету. У периоду 1882–1883 поново је путовао у Индију. Он је изазвао много контроверзи својом серијом од три слике: прво, римског погубљења (Распеће Римљана (1887) ); друго, Гушење индијске побуне од стране Енглеза ; и, треће, погубљења нихилиста у Санкт Петербургу. Његова слика Угушивање индијске побуне од стране Енглеза представљала је егзекуције сипаја које се врше везивањем жртава за цеви оружја. Верешчагинови клеветници су тврдили да су се таква погубљења догодила само у Индијском устанку 1857. године, али слика приказује модерне војнике из 1880-их, што имплицира да је та пракса тада била актуелна. Због свог фотографског стила, слика је изгледала као непристрасан приказ стварног догађаја. Године 1887. Верешчагин се бранио у The Magazine of Art рекавши да би Британци поново користили приказани метод ако би дошло до још једне побуне.
До краја 19. века, Верешчагин је стекао популарност, не само у Русији, већ иу иностранству, а његово име никада није напуштало странице европске и америчке штампе.
У Русији је наметнута забрана излагања Верешчагинових дела, као и забрана њиховог умножавања у књигама и часописима усред оптужби за клевету руске војске. Уметник је лоше прихватио ове неправедне оптужбе и спалио три своје слике, Заборављени војник, Опколили су и Потера и ушли.
Путовање у Сирију и Палестину 1884. пружило му је низ тема о којима се говори у Новом завету. Верешчагинове слике изазвале су контроверзу око његовог приказа Христовог лика са оним што се у то време сматрало непристојним реализамом. Сматрало се да је његов приказ Исусових црта лица претерано вулгаран и пренаглашено семитски.
Серија "1812" о Наполеоновом руском походу, о којој је Верешчагин такође написао књигу, изгледа да је инспирисана Толстојевим Ратом и миром, а насликана је 1893. у Москви, где се уметник на крају настанио.

## Последње године
Верешчагин је био на Далеком истоку током Првог кинеско-јапанског рата 1894–1895, а био је са руским трупама у Манџурији током Боксерског устанка 1900. Током 1901. посетио је Филипине, 1902. Сједињене Државе и Кубу, а 1903. Јапан.
Током руско-јапанског рата, позвао га је адмирал Степан Макаров да му се придружи на Макаровљевом бојном броду Петропавловск. дана 13. априла 1904. Петропавловск је ударио у две мине док се враћао у Порт Артур и потонуо са већину посаде, укључујући и адмирала Макарова и Верешчагина. Последње Верешчагиново дело, слика ратног већа којим је председавао адмирал Макаров, пронађено је готово неоштећено.

## Наслеђе
- По њему је назван град Верешчагино у Пермском крају, као и мала планета 3410 Верешчагин, коју је открила совјетска астрономка Људмила Журављова 1978.[9]
- Улица Верешчагина у Череповцу је названа по Василију Верешчагину, а у Череповцу се налазе и његова кућа-музеј и споменик Верешчагину.
- Далеки је рођак чешког рок певача Алеша Брихте.
- Апотеузу рата користио је чешки хеви метал бенд Аракаин као омот за албум Фарао.

## Галерија
- Победници
- Изненадни напад
- После Напада
- Бојно поље код Шипке
- Поражени. Реквијем